# 流星/約束
「流星」（りゅうせい）および「約束」（やくそく）は、藍井エイルの楽曲。2018年4月22日に「流星」のみ単独で先行配信リリースされ、同年6月13日に両A面シングル「流星/約束」が14枚目のシングルとしてSACRA MUSICから発売された。

## 概要
日本武道館公演ツアーを最後に約2年ぶりにSACRA MUSICよりリリースされた。「流星」は、テレビアニメ『ソードアート・オンライン オルタナティブ ガンゲイル・オンライン』のオープニングテーマに起用された。また、「約束」は、藍井の活動再開が発表されるのと同時にYouTubeにて初公開された楽曲。歌詞は、藍井が休養中に感じたことを表しているという。

## チャート成績
2018年6月12日付のオリコンデイリーランキングでは9位にランクインし、翌日6月13日付では6位にランクアップしている。6月25日付のオリコン週間ランキングでは、1.3万枚を売上げ8位にランクイン。アニメ週間チャートにおいても「IGNITE」以来4年ぶりの1位を獲得した。
ビルボードにおいてもHot Animationにおいて1位を獲得した。
一方、2018年4月22日に先行配信リリースされた「流星」は、16の配信チャートで1位を獲得した。オリコンデジタルシングルランキングでは初動1.1万ダウンロードで3位に初登場。6月末時点で7万ダウンロードを越えるロングセラーを記録している。

## シングル収録内容
通常盤・初回生産限定盤
1. 流星
  - 作詞：Eir、津波幸平 作曲・編曲：津波幸平
2. 約束
  - 作詞：Eir、作曲・編曲：重永亮介
3. ヒトカケラの勇気
  - 作詞・作曲・編曲：黒須克彦
4. 流星（Instrumental）

DVD（初回生産限定盤のみ）
1. 流星（MV）
2. 約束（MV）

期間生産限定盤
1. 流星
2. 約束
3. ヒトカケラの勇気
4. 流星（TV size）

DVD
1. テレビアニメ『ソードアート・オンライン オルタナティブ ガンゲイル・オンライン』ノンクレジットOP映像